# Ryōgo Kubo
Ryōgo Kubo (15 febbraio 1920 – 31 marzo 1995) è stato un fisico giapponese noto per i suoi contributi alla meccanica statistica del non equilibrio.

## Carriera
Kubo si laureò in fisica nel 1941 all'Università imperiale di Tokyo, dove sarebbe diventato poi professore associato nel 1948 e ordinario nel 1954. Le sue ricerche iniziali furono nel campo della fisica dei polimeri, per poi passare allo studio dei fenomeni di rilassamento nell'ambito della risonanza magnetica nucleare. Questi lavori lo portarono ad approfondire la teoria della risposta lineare per i sistemi vicini all'equilibrio termodinamico, dove introdusse la formula di Kubo, e soprattutto le formule di Green-Kubo. Queste ultime sono di grande importanza teorica perché legano i coefficienti di trasporto (quantità di non equilibrio) con funzioni di autocorrelazione calcolate all'equilibrio. Sempre in questo contesto si occupò del teorema fluttuazione-dissipazione.
Fu anche uno degli autori delle condizioni KMS (Kubo-Martin-Schwinger) per i sistemi quantistici all'equilibrio termodinamico.

## Premi e riconoscimenti
- Medaglia Boltzmann 1977[6]

Ryogo Kubo fu membro della National Academy of Science, dell'Accademia del Giappone e dell'Accademia francese delle scienze. Nel 1970 il suo nome era stato candidato al premio Nobel per la fisica.